# トヨタ・ライトエース
ライトエース（LITEACE）はトヨタ自動車から1970年に発表されたキャブオーバー型のワンボックス車、およびトラックである。

## 概要
ライトエースはパブリカ（のちにスターレットに変更）の、タウンエースはカローラのキャブオーバー版という位置付けであり、両者の開発・生産は一貫してダイハツ工業に委託されている。

## 初代 M10系（1970年 - 1979年）
1970年11月
初代パブリカのキャブオーバー版であったミニエースの上位車種として、3人乗りトラック(750kg積)が発売（KM10系）。トラックのテールランプは一方開きは縦型を、三方開きは横型をそれぞれ採用。
1971年2月
3/6人乗りバンと9人乗りの乗用（コーチ（ワゴン））仕様が追加。3K型エンジン、T系トランスミッション、サスペンション、リアアクスルハウジングなど、基本コンポーネンツを2代目パブリカ（P30系）と2代目カローラ（E20系）から流用しており、この手法はミニエースと同様で、次のライトエースでもカローラ（E30系）をベースとしている。
1973年9月
- バンに右側にスライドドアを備えた5ドア仕様・バンとワゴンにハイルーフ仕様を追加。

1975年11月
- 昭和50年排出ガス規制によりワゴンが廃止される。

1976年10月
- 後の姉妹車となるタウンエースが登場。最初はライトエースの上級車種だった。

1977年2月
- トラックに前後同サイズのタイヤで高床のデッキを低くしたジャストローを追加。

1978年2月
マイナーチェンジ
- ヘッドランプカバーをデザイン変更
- フロントナンバープレートおよびT（トヨタのT）エンブレムの位置がセンターに移動。
- エンジンも1.3Lの4K型に変更でH-KM11型へ。

ダイハツ工業へデルタ750としてトラックのみがOEM供給され、発売された。（エンジンはトヨタ製で1971年3月発売）

## 2代目 M20系（1979年 - 1986年）
1979年10月
モデルチェンジ。キープコンセプトではあったが上級グレードに限りフロントディスクブレーキが装備されるなど、安全性が強化される。
- ダッシュボードを核とした明るめの同系色で統一された内装は大きく近代化され、冷房装置も吊り下げ式クーラーに代わり、フルエアミックスタイプのエアコンが設定された。
- 乗用モデルのコーチはこの代より名称がワゴンに改められた。

1975年で一旦廃止されていたワゴン（1975年当時はコーチ）が復活したほか、トラックに加え、バンにもジャストローと呼ばれる、後輪に小径ダブルタイヤを装着した（前輪・13インチシングル / 後輪・10インチダブル）超低床デッキも設定された。
トラックはデルタ750（セブンハーフ）として、1982年11月までダイハツ工業へOEM供給された。
- ヘッドランプはワゴンが角形2灯、バンとトラックが丸形2灯で、共に規格型である。
- バン ジャストローの設定は、当時、「まっ平らフロア」のCMで大人気となった、「ボンゴ・マルチバン」を睨んでの対策であった。
- エンジンはバンとトラックが従来の1.3Lの4K-J型、ワゴンにはタウンエースと同じ、1.8L・92馬力の13T型がそれぞれ搭載された。このモデルチェンジに伴いバン、トラックは昭和54年排出ガス規制に適合。

1980年12月
ワゴンを中心としたマイナーチェンジを実施。
- 電動リモコン式カスタムミラーを装備する最上級グレードのFXVを追加。
- GXLにセカンド対座シートと、衝撃吸収式ウレタンバンパーを設定。
- ワゴンに5速MTとATを追加。
- リアクーラーは、助手席後方に位置したスーツケースタイプから、天井取り付けタイプに変更され、空きスペースとなった助手席後方には、クールボックスが装備。

1982年11月
タウンエースのモデルチェンジに合わせたマイナーチェンジで後期型へ。
- フロント周りを中心としたフェイスリフトの実施。
- 1800cc・SOHC・1C型4気筒ディーゼルエンジンが追加。
- ガソリンエンジンもY型に変更された。バンは1.6Lの1Y型、ワゴンには1.8Lの2Y型をそれぞれ搭載。バンとトラックの1.3Lは、従来の4K型を継続搭載。
- これに伴いバン・トラックのガソリン車は昭和56年排出ガス規制に適合。
- ワゴンFXVにはデジタルメーターが装備されたが、ライトエースでは最初で最後の設定となった。

これまでひとつ格上であったタウンエーストラックは、バン / ワゴンのフルモデルチェンジと同時に、ライトエーストラックと共通となった。
1983年8月
- バンの1年車検を嫌うユーザー向けに、2列シートのバン内装で乗用登録が出来る、SW（スペースワゴン）を追加。
- ワゴンには簡易式吊り下げ型ベッドを内蔵した「モンタナ」を設定した。

1984年5月
- 8人乗りグレードのカジュアル7（セブン）を追加。

尚、バンとワゴンは1985年9月にフルモデルチェンジを行ったが、トラックのみ1986年まで2代目が継続生産された。
後期型ワゴンシリーズのCMキャラクターには所ジョージが起用されていた（「ハッピーチョイス」篇）。

## 3代目 M30/40系（1985年 - 1999年）
1985年9月
ワンボックス車のみフルモデルチェンジ。

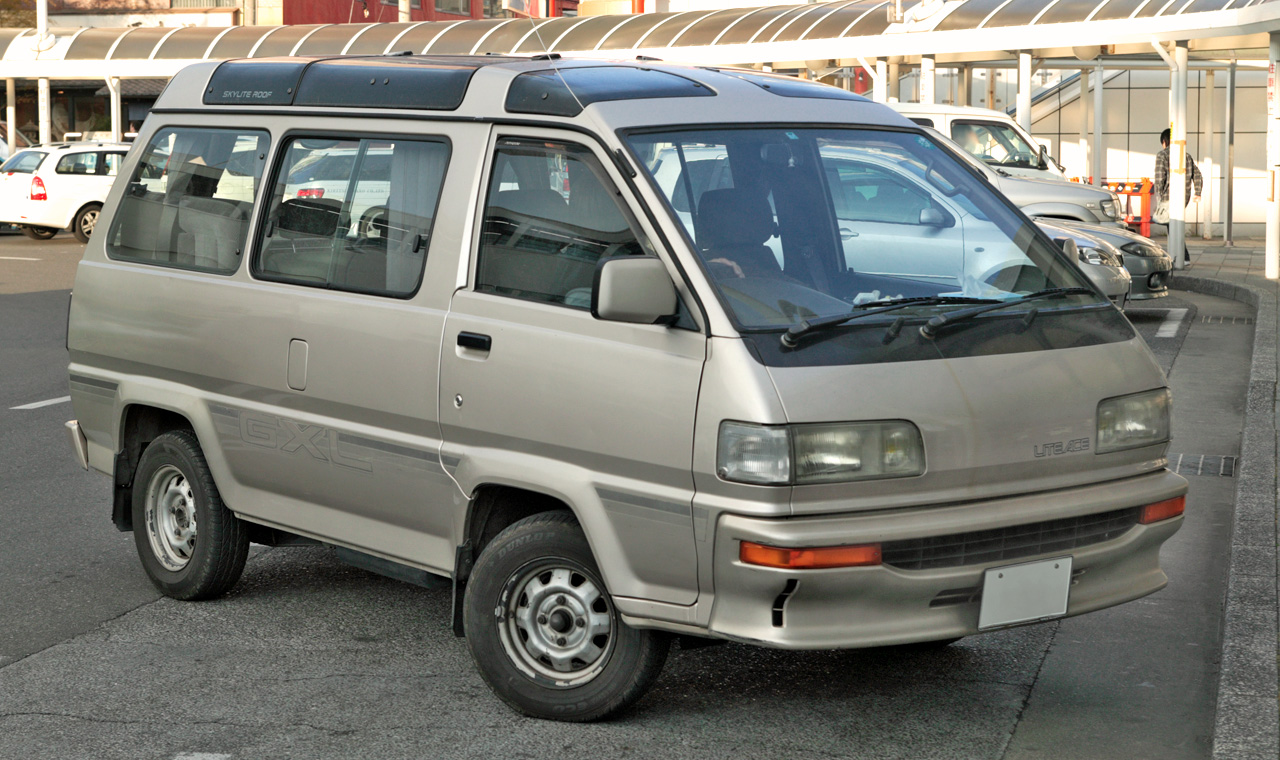
エンジンは新たに3Y-U型が設定され、ディーゼルエンジンを1C型から2C型に変更、並びにディーゼルターボエンジンの2C-T型を追加。2C-Tは、ワゴンのGXLとFXV、XL-7(LD)とSWの4WD車に設定、後にスーパーカジュアルにも拡大された。
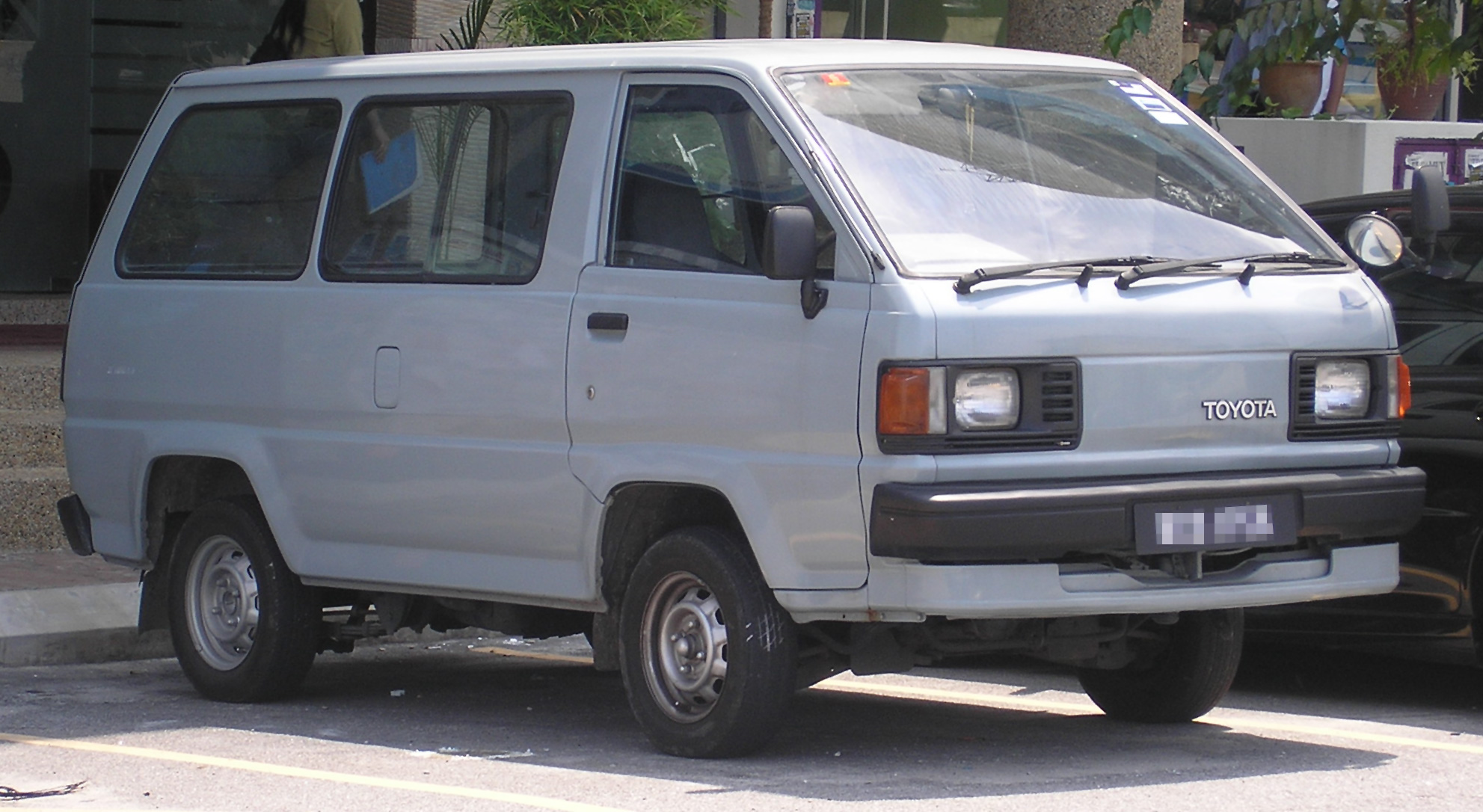
バン　前期型 （マレーシア仕様）
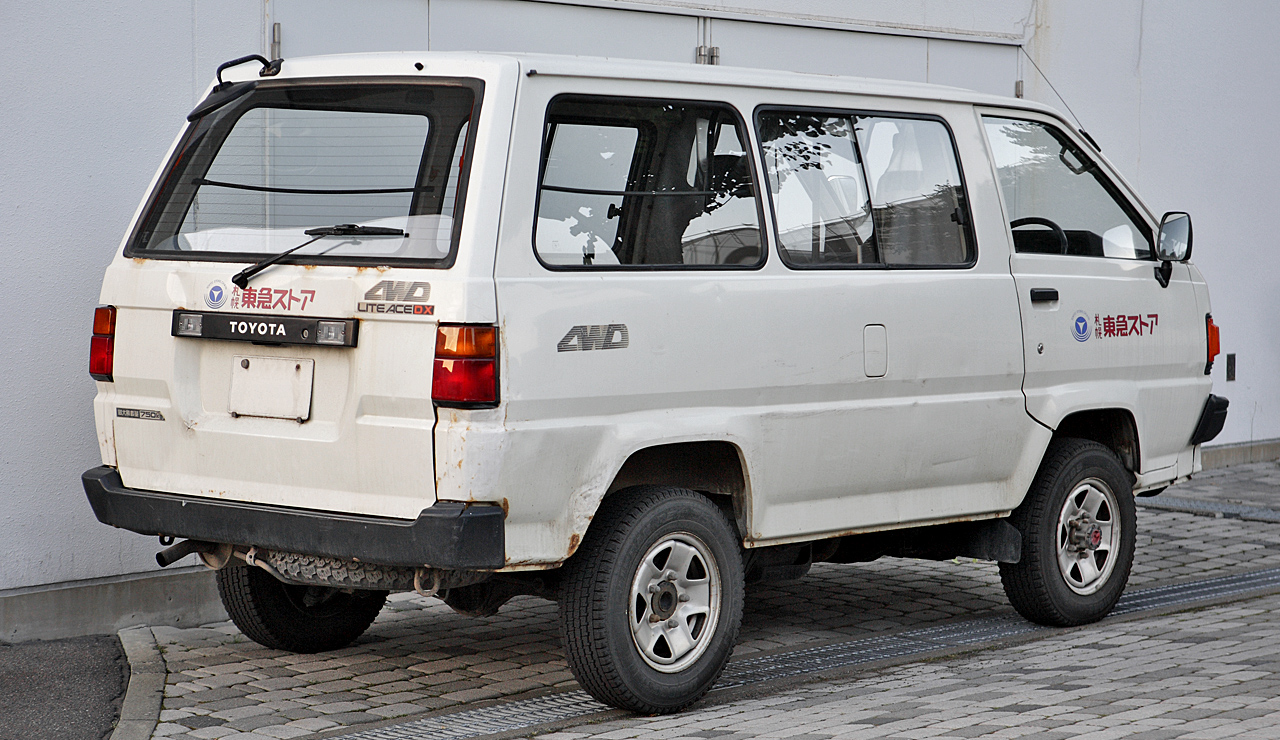
バン 4WD DX

- バックドアはバンとワゴンで異なるデザインとなり、ワゴンは大型ウィンドウを備える。
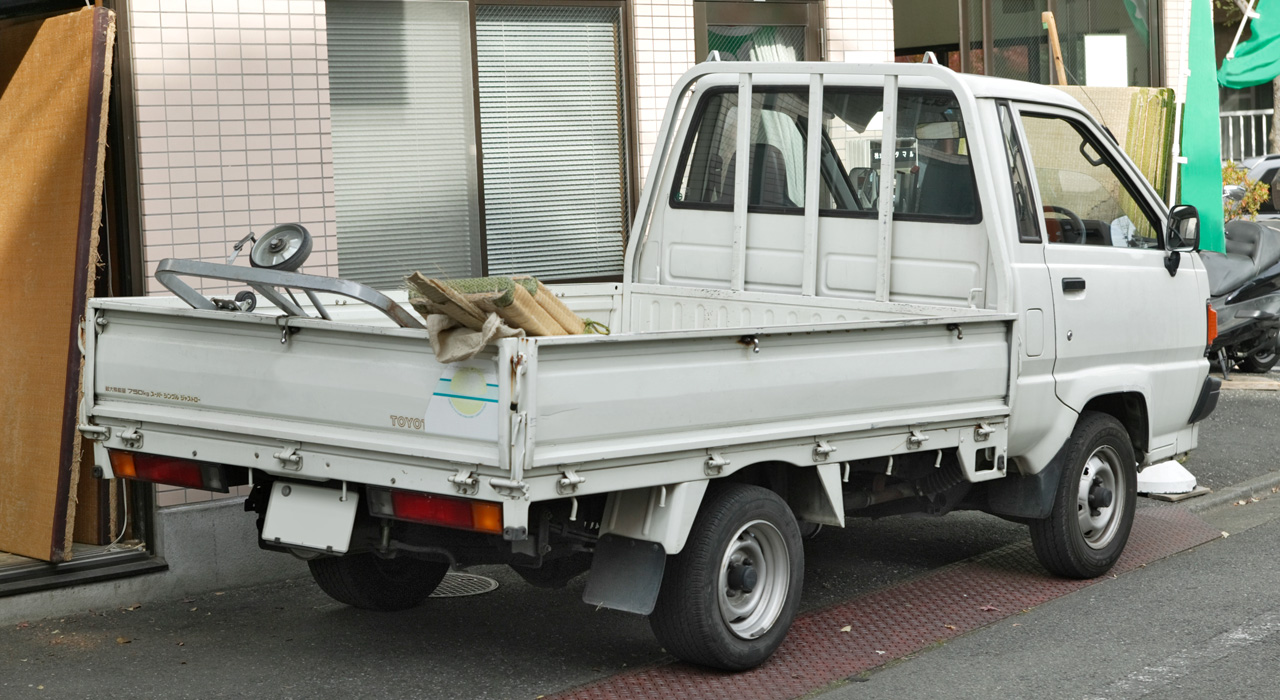
オプションには、新たに大型サンルーフのスカイライトルーフを設定。

1985年10月
- パートタイム式4WD車を追加。

1986年10月
トラックをフルモデルチェンジ。テールランプは二方開き・三方開きとも共通となる。
1987年8月
- ワゴンのディーゼル車が昭和62年排出ガス規制に適合（識別記号Q）。

1988年8月
ワゴンマイナーチェンジ。
- DX / XL-7が廃止され、LDに統合される。
- TEMSをFXVに標準、GXLにオプション装備とする。
- ディーゼルエンジンの出力を変更、2C型は70馬力から73馬力に、2C-T型は82馬力から85馬力となる。2C-T型ディーゼルターボエンジンをスーパーカジュアルに追加設定、従来の2Cも継続設定となる。
- 4速ATの採用グレードを拡大。
- バンは一部改良し、ATの設定を拡大、並びに防錆強化も図られた。
- それまでワゴンの全長は4m未満で、安価でフェリーを利用出来たが、この改良でバンパーが大型となり、4mを超える。

※一部の日本国外仕様は旧型のフェイスを継続。
1989年9月
- SWに可倒式ファブリックシートとリアワイパーを装備したスーパーSW、及びSWに5ドアを追加。
- バン・トラックのディーゼル車は昭和63年排出ガス規制（識別記号S）に適合。

1990年8月
- ワゴンのハイマウントストップランプと、リアアンダーミラーを標準装備化。
- コラムMTを4速から5速に変更。バン・トラックのガソリン車は平成元年排出ガス規制（識別記号T）に適合。

1990年10月
- GXLにAM/FMラジオ付きカセットプレーヤー、パワーウインドウを標準装備にしたGXLリミテッドを追加。

1991年4月
- ディーゼル4WD車のみにGXL特別仕様車を追加。

1991年10月
- トラックに4WS車を追加。

1992年1月
- バン・ワゴンがフルモデルチェンジされたがトラックは生産継続した。

1993年8月
- トラックのディーゼル車を平成5年短期排出ガス規制（識別記号KB）に適合。

1995年8月
- トラックのガソリン車が平成6年排出ガス規制（識別記号GA）に適合。

1996年11月
- トラックがマイナーチェンジ。フロントグリルを変更。エンブレムが現行のCIに変更される。

この3代目は日産・バネットコーチに月販台数で抜かれた唯一のモデルである。
ワゴンシリーズのCMソングには吉田拓郎の「風をみたか」が使用されていた。
バン・ワゴンが1992年1月にフルモデルチェンジされた後も、トラックのみは1999年まで3代目が継続生産された。また、フィリピンではM30型が継続販売された。
- ワゴン
2000 Dターボ GXL スカイライトルーフ
（後期型）
- バン　前期型
（マレーシア仕様）
- バン 4WD DX
- トラック
スーパーシングル ジャストロー

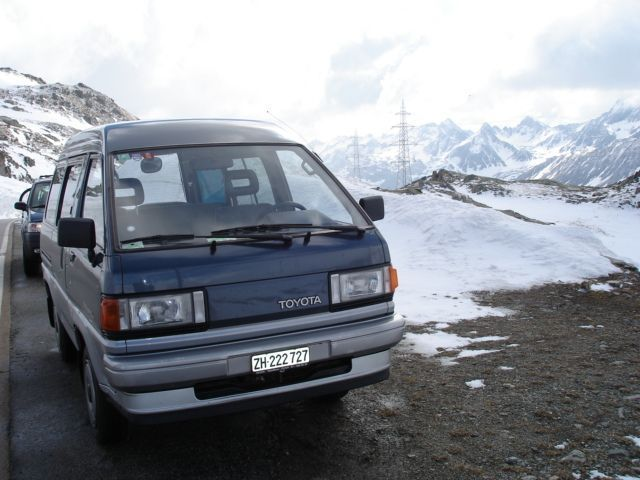
ワゴン 中期型 （欧州仕様） 日本仕様には設定のない後席3点式シートベルトを標準装備
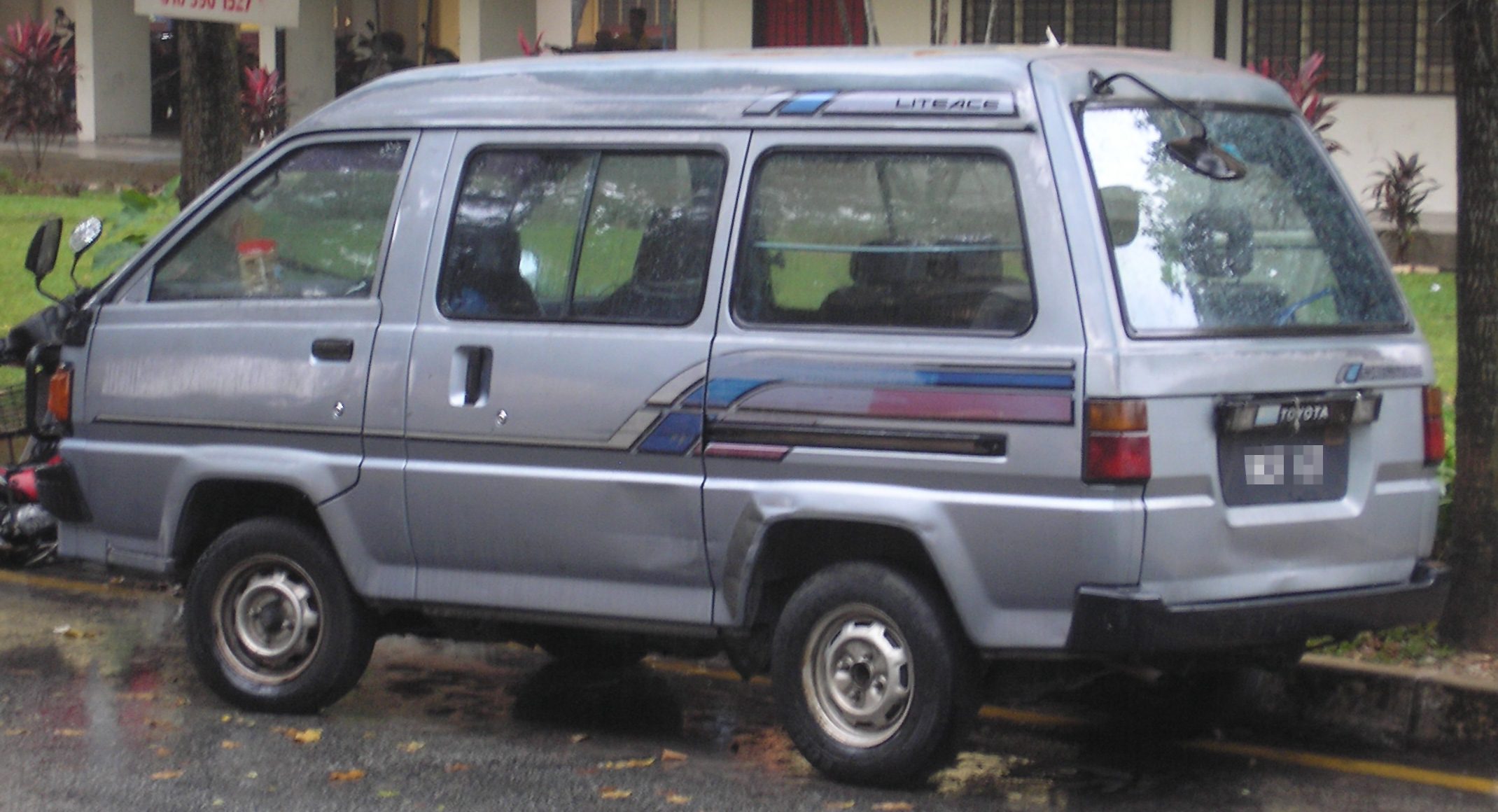
ワゴン中期型リア （マレーシア仕様）
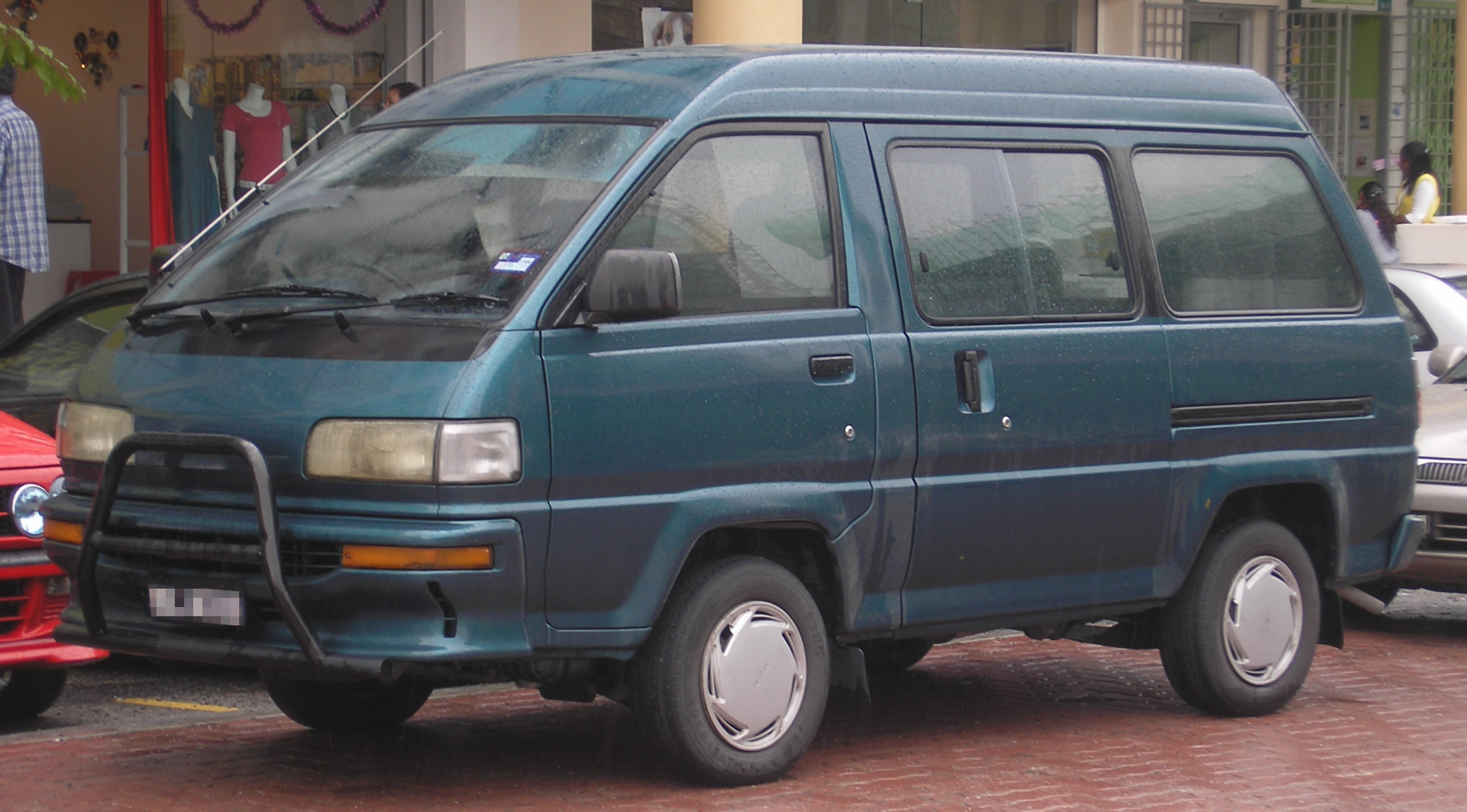
ワゴン後期型 （マレーシア仕様）
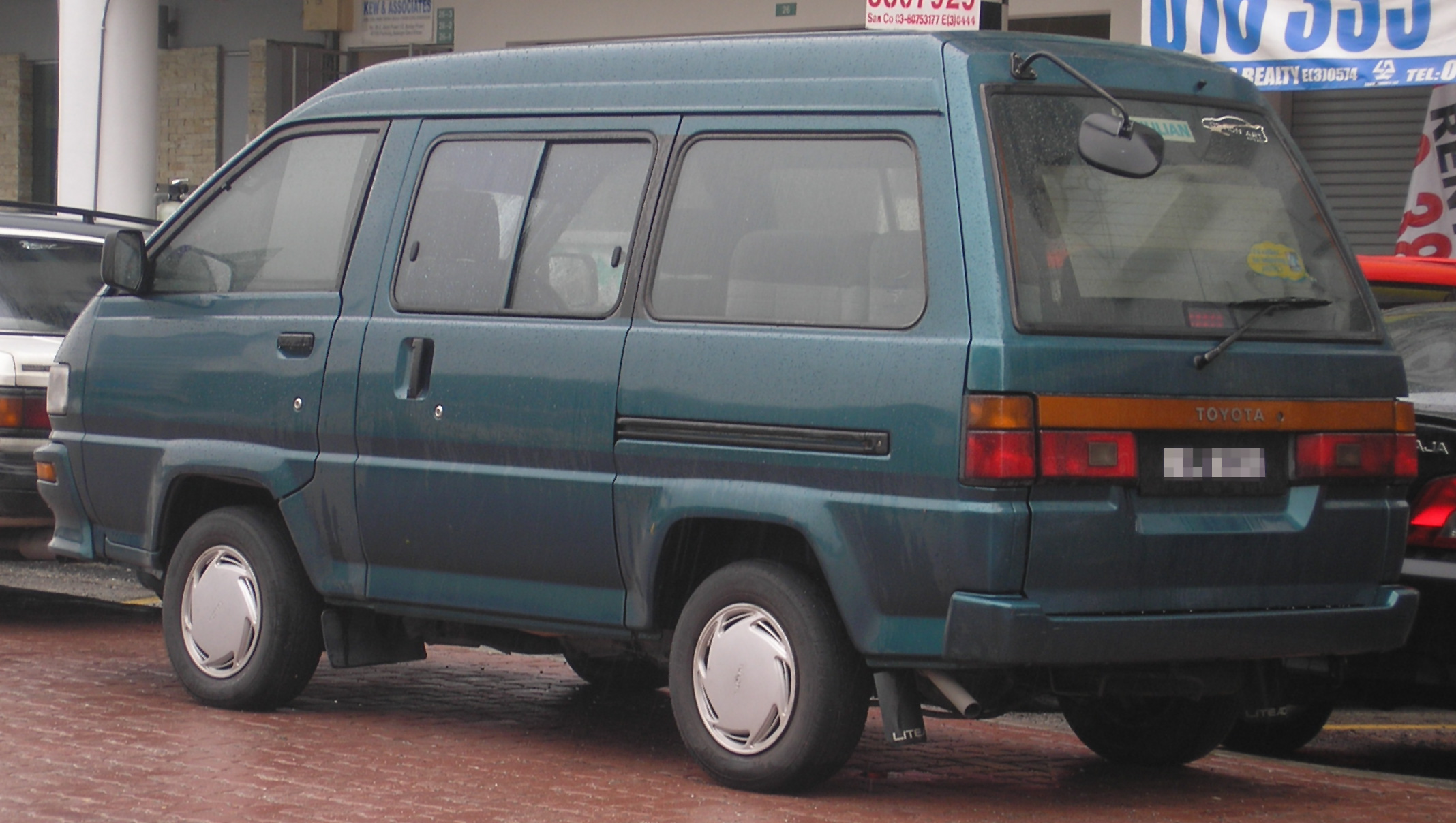
ワゴン後期型リア （マレーシア仕様）
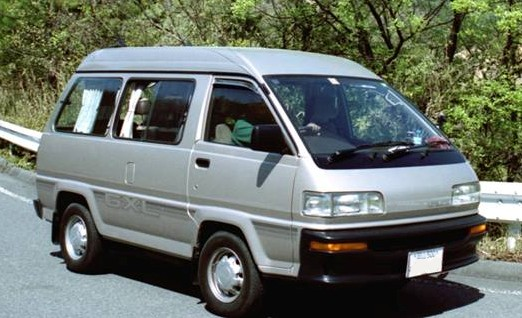
ワゴン　後期型（日本仕様）GXL　1800CC

## 4代目 R20/30系（1992年 - 1996年）
1992年1月
フルモデルチェンジ。
ただし新規設計ではなく、タウンエースと統合され、共通ボディの姉妹車となった。
これと入れ替わりにトヨタ店向けマスターエース・サーフが廃止になる。
内装も共通化される。
- GXLは格納機能と補助席つきセカンドシートから回転対座機能つき正席8人乗りに変更。
- FXVのセカンドシートは、ベンチシートからキャプテンシートに変更。
- 後部座席のシートベルトが三点式（中央二点式）に変更。

ラインナップも再編された。
- スーパーカジュアルとスペースカジュアルの廃止。
- FXVリミテッドの新設。
- SWとスーパーSWの統合。

- ワゴンのエンジンは、先代まであった5K型と2Y型が廃止され、3Y-E型、2C-T型の二種類のみとなった。
- バンのエンジンでは、4K-J型が廃止されている。
- 5速MTのディーゼルターボ車にトーショナルダンパー付クラッチを採用し、振動を抑えている。

- GXL以上のグレードにパワーウインドウ、エアコン、シフトインジケーター（タコメーター装着車のAT車のみ（タコメーター非装着車はAT車でも設定なし）が標準装備になった。
- オプションとしてツインムーンルーフ、ABS（AXL以上のグレードの2WD車のみ）が新たに追加。
- また、ライトエースとしては初のオートエアコン（フロント・リア）も、FXVリミテッドにのみ装備された。
- 最上級のFXVリミテッドには、イージーエントリーシステムが搭載された。但し、ハイエースのそれが電動チルトステアリングとパワースライドシートの組み合わせなのに対し、ライトエースのものは、パワースライド機構のみであった。

外観は丸みを帯び、当時のトレンドを取り入れていたが、中身の機構は1982年登場のタウンエースを流用しつづけ、足回りも大きな変化はなく、ファイナルレシオこそ異なっていたものの、ATのギア比はディーゼル、ガソリンともに一緒であった。
1992年10月
- 特別仕様車のGXLエクサーブと、簡易キャンパーのシャルムを追加。

1993年8月
マイナーチェンジ
- ワゴンのディーゼルエンジンを3C-T（88馬力）に変更し平成4年排出ガス規制（識別記号Y）に適合。
- バンのディーゼル車を平成5年短期排出ガス規制（識別記号KB）に適合。
- ワゴンのLDとGXLの中間的存在であるAXL（ディーゼルのみ設定。）の追加。
- 専用グリルガードとフォグランプを装備したRV仕立てのGXLフィールドツアラー（ディーゼル、4WD、カリフォルニアミラー、ハイルーフの組み合わせのみ設定。）を追加。
- SWに集中ドアロック、リアワイパーを標準装備にしたSWエクストラ（ディーゼルのみ設定。）を追加。
- GXLはシート表皮を変更。エアコンの冷媒は代替フロンに変更。

1994年8月
- ワゴンの3C-T型の出力を91馬力に変更し、平成6年排出ガス規制（識別記号KD）に適合。

1995年3月
- GXLエクサーブの仕様を一部変更。

1995年8月
- バンのガソリン車が平成6年排出ガス規制（識別記号GA）に適合。

1995年9月
- AXLにパワーウインドウ、リアワイパーを標準装備にしたAXLリミテッド追加。

1995年12月
- GXLエクサーブの4WDをフルタイム式に変更。

1996年9月
- 生産終了。在庫対応分のみの販売となる。

1996年10月
- 5代目にバトンタッチして販売終了。

※欧州仕様車は、タウンエースワゴンSW・バン用のフロントマスクに、補強部材入り大型バンパーを組み合わせている。

## 5代目 R40/50系（1996年 - 2007年）
1996年10月
ワゴンとバンをフルモデルチェンジ。ワゴンの名称をトヨタ・ライトエースノアと変更。キャブオーバーからセミキャブオーバーに構造が変更され、運転席・助手席エアバッグ、ABSが標準装備となり、衝突安全ボディーGOAが採用される。
- ガソリンエンジンは、従来の3Y-Eから、DOHCの3S-FEになり、出力も130馬力にアップ。
- 4WDはフルタイム式に変更。
- ATはウォークスルーも考慮されコラムシフトを採用。尚、よくあるレバーを上下に動かすタイプではなく、順手で握り手前へ回しながら動かすタイプのイージーコラムシフトとなったが、MTは従来通りフロアシフトであった。

グレード構成の変更。
- AXLとLDを統合してL
- FXV→V、GXL→G、GXLフィールドツアラー→フィールドツアラー
- Lをベースに布シートにした特別仕様車も存在した。
- 足回りは、形式こそ先代を踏襲しているものの、ほぼ手直ししたものである。
- 横跳ね上げ式5:5分割型サードシートの前後スライド機構を世界で初めて装備した。
- サンルーフは、スカイライトルーフが廃止され、ツインムーンルーフのみになる。
- バンの1800ccガソリンエンジンが2Yから7Kに変更。
- トヨタの商用車で初めて、衝突安全ボディーGOAを採用。
- 従来はタコメーター装着車のみだったATシフトポジションインジケーターが全てのグレードのAT車に装着。

1997年6月
- ロードツアラー追加。

1997年9月
- Gエクサーブ追加。

1998年1月
一部改良
- 運転席にプリテンショナー・フォースリミッター付きシートベルトを装備。
- カーナビをメーカーオプション化。
- Vにキーレスエントリーを標準装備。

1998年4月
- Gリミテッド追加。

1998年12月
ノアマイナーチェンジ。
- ガソリン車が平成10年アイドリング規制（識別記号GF）に適合。
- ディーゼル車のエンジンが3C-TE（94馬力）に変更され、平成10年排出ガス規制（識別記号KH）に適合。
- ATはイージーコラムシフト2に変更
- L、SW以外には足踏み式パーキングブレーキが採用
- L、SWのガソリン2WD車を除き、MT車が廃止。
- フルフレックスロックアップ型ATの採用により、実用燃費が一割ほど向上した。
- ディーゼルターボにはインタークーラーが付き、これにより、エンジンフードにエアスクープが付く。

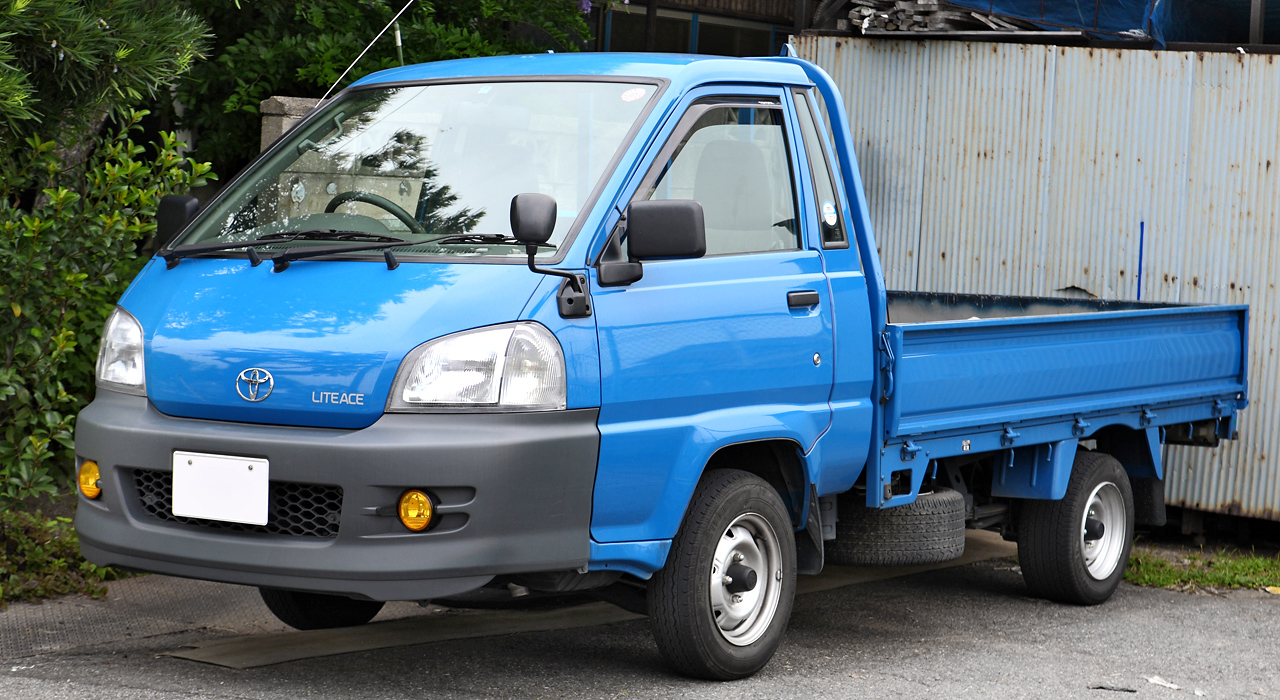
5代目ライトエーストラック

1999年6月
バンマイナーチェンジ。
トラックフルモデルチェンジ（名目上はフルモデルチェンジだが、パーツの大半が先代からの流用であることや販売台数の減少などから、実質上はマイナーチェンジに過ぎなかった）。
- ガソリン車は平成10年アイドリング規制（識別記号GC）に適合。
- ディーゼル車は平成9年（識別記号KF）・10年（識別記号KJ）長期排出ガス規制に適合並びにエンジンを3Cに変更。
- バンはノアと同程度の変更だったが、トラックは内外装、コラムシフトの方式を変更。

2000年5月
- ロードツアラーリミテッド、マイナーチェンジ後モデルのGエクサーブ追加。

2000年12月
- マイナーチェンジ後モデルのGリミテッド追加。

2001年5月
- 発売台数1000万台を記念し、特別仕様のG10ミリオンセレクションが発売される。

2001年11月
乗用モデル製造中止。乗用モデルは「ヴォクシー」として独立する。バン・トラックは引き続き生産。
またダイハツへの供給がバン・ワゴン共に終了。
2002年7月
一部変更
- バン・トラックのガソリン車を平成13年排出ガス規制（識別記号GK）及び平成12年車外騒音規制に適合、並びに5K型エンジンを廃止。
- 全車に運転席エアバッグ、ABSを標準装備化。

2004年8月
ディーゼル車の生産終了。
商用モデルがガソリン車のみとなった。
- バンの4WD車とトラック4WDのAT車が一時的に消滅。
- トラックはヘッドライトをレベリング機構付きに変更、並びにサイドアンダーミラーを標準装備化。

2004年10月
- バンの4WD車、トラックの4WD車にAT車を再設定。

2005年7月
法改正対応による小変更
- バンのヘッドライトをシールドビームから、マニュアルレベリング機構付きハロゲンランプに変更。
- サイドアンダーミラーを標準装備化。
- トラックは、リアコンビネーションのデザインを変更。

2007年8月
ガソリン商用車における平成19年排出ガス規制の実施に伴いバン・トラックの製造打ち切り。在庫対応分のみの販売となる。
2007年12月
在庫対応分がすべて完売し販売終了。
ノアとヴォクシーは2007年6月に2代目にモデルチェンジしたが、タウンエースとライトエースのバン・トラックは7月にオーダーストップとなっており、半年後の新型発表までは存在しなかった。そのため、同クラスのワンボックス商用車は、ボンゴ3兄弟（ボンゴ、デリカ、バネット）のみの状態となった。
トラックはキャンピングカービルダーに人気があったが、生産中止になってからはベース車変更や生産そのものを中止に追い込まれたビルダーが多く発生してしまった。

## 6代目 S402M/402U/412M/412U系（2008年 - 2020年）
2008年1月9日
フルモデルチェンジ（ただし発売は同年2月25日）。
およそ半年の空白を経て登場。先代は独立してそれぞれ進化して行ったが、今回のフルモデルチェンジで、トラック/バン共に、同じ顔つきになった。ボディは、ノア/ヴォクシーとは共通ではないセミキャブスタイルであり、2代目 R20 / 30系とハイエースの前面を彷彿させる小さなボンネットが付きながら、エンジンは運転席・助手席の下にある。
インドネシアのダイハツ生産拠点、Astra Daihatsu Motor（アストラ・ダイハツ・モーター）にて生産される「グランマックス」を日本向けとして輸入しているモデル。本国仕様ではリアゲートは横開き式であるが、日本向け仕様は従来モデル同様に跳ね上げ式となっている。バン/トラック共に全長が短くなり、排気量も縮小し、先代のようなボンゴトラックとの競合しないタイプになった。
エンジンは、3SZ-VE型1.5L DOHC VVT-iが搭載される。また、インパネシフトであり、5MTと4ATが設定され駆動形式は後輪駆動のみである。
バンは先代同様に標準ルーフとハイルーフの二種類であるが、5ドア低床の2/5人乗りのみで最大積載量は500/750kg積み。先代には設定のあった3人乗り、3/6人乗り、4ドア、4WD、ディーゼル、ジャストローモデルなどは廃止された。
トラックは、2人乗りで最大積載量が800kg積み。こちらも先代には設定のあった3人乗り、4WD、ディーゼル、1t積みモデルなどは廃止された。また、バンより若干全長が長く4275mm（バンは4045mm）である。従来まで3連だったテールランプを2連に変更して後退灯を分離。
日本国外で販売されるハイゼット（S82系）、ハイゼットグランカーゴ（S221系）の後継モデルでもあり、型式もダイハツ流となっている。
トラックは、先代の5代目モデルと比較すると小型化、低排気量化、最大積載量減少などで先代に比べると新たな制約が生まれ、5代目トラックをベースにキャンピングカーを製作していた複数のキャンピングカービルダーは、急遽相次いでベース車をボンゴトラック3兄弟（ボンゴトラック、バネットトラック、デリカトラック）へ変更した。その一方で、ボンゴシリーズにはない、そして先代よりコンパクトになった1500ccという排気量の小ささによる経済性など、軽トラック以上・ボンゴ未満の車格に目を付けて、新しくライトエーストラックのキャンピングカーを開発するビルダーも出現している。
ネッツ店専売車種ではあるものの、Netzの"N"をモチーフとした専用エンブレムではなく、兄弟車のタウンエース同様にトヨタのCIをエンブレムに採用している。
グレード構成
- バン
  - DX
  - GL
- トラック
  - DX
  - DX-Xエディション

2009年11月24日
一部改良を発表（2009年11月30日現地L/O、2010年1月6日国内配車開始）。
主な改良点は、
- バン
  - 全車にリア席シートベルトや、先代モデルには標準装備品であったリアアンダーミラー、バックドア下端ハンドルなどを追加。
  - 「DX」にはパワードアロックを追加。
  - 「GL」のパワーウィンドウには、先代モデルには標準装備だった運転席ワンタッチ式（挟み込み防止機能）を追加。
  - 従来は設定の無かった荷室との仕切り（ルームセパレーター）カーテンもディーラーオプションで追加。
- トラック
  - 全車にフューエルリッドオープナーを標準装備とし、燃料蓋にあった鍵穴は廃止となる。
  - 「DX"Xエディション"」にもバン「GL」と同じくパワーウィンドウに運転席ワンタッチ式（挟み込み防止機能）を追加し、リモコンキーの形状が、リモコン別体式からキー一体式へ変更になった。

2010年7月1日
一部改良を発表（発売は7月27日より）
フルモデルチェンジに伴う廃止以来約2年6ヶ月ぶりに4WD車を設定。特に滑りやすい路面（雨天時・降雪時等）において走破性・発進加速性・高速安定性に優れたフルタイム4WDシステムを搭載しており、スムーズな取り回しを可能にすると共にデフロック状態に切替えることでぬかるみなどでの容易な脱出を可能にするセンターデフロック機構を備えた。また、4WD車は寒冷地仕様を標準設定する。なお、バン全車には表皮・パッド・基材を一体成型した成型天井を採用し、室内の質感を向上した。
2012年4月23日
一部改良を発表（発売は6月4日より）
エンジンECUの改良により、排出ガスのクリーン化や燃費性能の向上を図ったことで、バンは「平成27年度燃費基準」、トラックは「平成27年度燃費基準+10%」をそれぞれ達成。他に、給油口オープナーレバーの色を変更して視認性・使用性を高めたほか、トラックは2013年1月から施行される灯火器及び反射器等に関する法規に対応するため後方反射板を追加装備（ただし特装車の一部を除く）し、夜間の積み降し作業時や乗降時の安全性を向上。更にトラックは天井内張りにバンで既に採用済みの成型天井を採用したことで室内の質感も向上した。
2014年4月22日
一部改良を発表（発売は6月2日より）。
エンジンの触媒の改良によって排出ガスのクリーン化を図り、バン・トラック共に「平成17年排出ガス基準75%低減レベル（☆☆☆☆）」認定を取得。併せて、バンの2WD・AT車は燃費の向上により、「平成27年度燃費基準+10%」も併せて達成した。
バンは「GL」にプライバシーガラス（リアサイド・リアクォーター・バックドア）を追加したほか、シート表皮はトラック「DX"Xエディション"」と同じセミファブリックに変更し、フロントシートのヘッドレストを分離式にするなど快適性を向上した。
2015年6月1日
トラックの一部改良を発表（発売は7月6日より）。
デッキ下部に後方から衝突された際の後続車両を保護する目的で（バンパー型の）突入防止装置を追加した。
2018年5月8日
一部改良が発表された（発売は6月7日より）。
新たに、盗難防止システム（イモビライザーシステム）を全車に標準装備された。
2020年6月22日
兄弟車種のタウンエースのマイナーチェンジに伴い、販売終了。タウンエースへ一本化された。これによりライトエースは50年の歴史に幕が下ろされた。

## 取り扱いチャネル
- ネッツ店

千葉県では以前はネッツトヨタ千葉とネッツトヨタ東都で取扱っていたが、2019年4月1日以降はネッツトヨタ千葉のみで取り扱う（ネッツトヨタ東都は姉妹車のタウンエースの取扱へ変更）。東京都では以前はネッツトヨタ東京、ネッツトヨタ東都、ネッツトヨタ多摩で取り扱っていたが、2019年4月1日に販売チャネル制度を廃止したのに伴い、ネッツトヨタ東都とネッツトヨタ多摩がタウンエースの取扱へ変更されたため、東京都内の全販売店（トヨタ直営販社4社を統合したトヨタモビリティ東京、ネッツ店系列のネッツトヨタ東都とネッツトヨタ多摩、カローラ店系列のトヨタ西東京カローラ）での購入が不可となった。香川県東かがわ市ではネッツトヨタ香川を除く県内ディーラー4社が統合した東かがわトヨタ自動車販売もタウンエースに一本化した。

## 生産拠点
- ダイハツ工業池田工場
- トヨタ自動車
- トヨタ車体
- 日野自動車羽村工場（2005年から2007年のトラックのみ）[9]
- Astra Daihatsu Motor（6代目）

出典